# John FitzRoy (książę)
John Charles William FitzRoy (ur. 1 sierpnia 1914, zm. 1 sierpnia 1936) – brytyjski arystokrata, jedyny syn Williama FitzRoya, wicehrabiego Ipswich (syna 8. księcia Grafton) i Auriol Margaretty Brougham, córki majora Jamesa Broughama. Po śmierci swojego ojca w katastrofie lotniczej w 1918 r. został dziedzicem tytułów swojego dziadka, które odziedziczył po jego śmierci w 1930 r.
Książę wykształcenie odebrał w Trinity College na Uniwersytecie Cambridge. Zginął w wypadku podczas wyścigów samochodowych w dzień swoich 22. urodzin. Nie ożenił się i nie miał dzieci. Wraz z jego śmiercią tytuły hrabiego i barona Arlington oraz wicehrabiego Thetford zostały podzielony między jego dwie siostry - lady Jane i lady Mary. Córce tej ostatniej, Jennifer Forwood, przywrócono tytuł baronowej Arlington w 1999 r. Tytuł księcia Grafton przypadł bocznej linii rodziny FitzRoy.